# Nicolaas Witsenkade 32
Nicolaas Witsenkade 32 in Amsterdam is een gebouw aan de Nicolaas Witsenkade in Amsterdam-Centrum. De Nicolaas Witsenkade is tussen het Tweede Weteringsplantsoen en Westeinde de noordelijke kade van de Singelgracht.
Voor deze plek werd rond 1895 een gebouw ontworpen door architect Herman Gerard Jansen, wellicht het meest bekend als medeontwerper van het American Hotel aan het Leidseplein. Vanaf het begin was het door haar afwijkende stijl een opvallende verschijning aan de kade. Daar waar veruit de meeste gebouwen hier opgetrokken zijn in het roodbruine baksteen met hier en daar een natuurstenen element, koos Jansen voor zachte kleurstellingen. Hij koos voor geel/lichtbruin baksteen waarin allerlei zachtroze elementen zijn verwerkt. Het roze is terug te vinden in de plint (souterrain), de portalen, rondboog boven de toegangsdeur, consoles voor het balkon, ontlastingsbogen, banden, versieringen onder de daklijst etc. Janssen leende voor zijn ontwerp vanuit allerlei bouwstijlen, het zogenaamde eclecticisme. Hij gebruikte elementen uit de neo-Venetiaanse renaissance en de art nouveau (Jugendstil). Dat laatste is vooral terug te vinden in de sierlijke hekwerken, de toegepaste glas-in-loodmotieven, muurankers en tot slot in de geveltableaus hoog in de gevel.
Die geveltableaus lijken te verwijzen naar de opdrachtgevers voor die gebouw makelaar Axel Peter Nielsen en bouwondernemer B.C. Hamer jr. Er zijn onder meer een hamer en passers te zien. De familie Nielsen bewoonde de begane grond tot minstens 1974, wanneer de zoon Axel Peter Nielsen op 72-jarige leeftijd overlijdt.
Het gebouw werd op 11 december 2001 opgenomen in het Rijksmonumentenregister onder 518466 vanwege de architectuurhistorische waarde met bijzondere detaillering. Bovendien zijn er sinds de oplevering weinig aanpassingen gedaan.